# André Lefèvre (scoutisme)
Pour les articles homonymes, voir André Lefèvre (homonymie) et Lefèvre.
André Lefèvre, dit « Vieux Castor », est né le 17 septembre 1886 et est mort le 23 décembre 1946. Il fut commissaire national des Éclaireurs de France de 1922 à 1940 et reste une grande figure du scoutisme laïque. Il fut aussi un « pionnier de l'action sociale et éducative ».

## Biographie
André Lefèvre fut cheminot à Angers, employé dans l’entreprise Dufayel et dessinateur industriel à Paris,. 

### Premiers engagements
Le premier engagement d’André Lefèvre est un engagement politique au sein du Sillon. Alors âgé de 23 ans, il rencontre le fondateur du mouvement Marc Sangnier ce qui change sa vie,. 
Il anime déjà une bibliothèque et organise une coopérative de vente de chaussures au profit de grévistes. 

### La Maison pour Tous
À sa démobilisation, André Lefèvre reprend son action et cofonde en 1919, avec Renée Sainte-Claire Deville, Marguerite Walther, Marthe Levasseur et Ronald Seydoux, la Maison pour tous. C’est lui qui trouve l’immeuble, situé dans le quartier Mouffetard, pour poursuivre des activités commencées avant la guerre. Il s’inspire pour cela des expériences vécues durant la Grande Guerre avec les foyers pour soldats.
Elle succède à l’œuvre de la Bibliothèque des Amis de l’Instruction du 3e arrondissement ; elle est reconnue d’utilité publique en 1930.
L’établissement poursuit les missions entreprises par l’association Chez Nous en faveur des habitants de ce quartier déshérité. Il s’agit au départ d’un foyer, qui devient par la suite un centre social,.

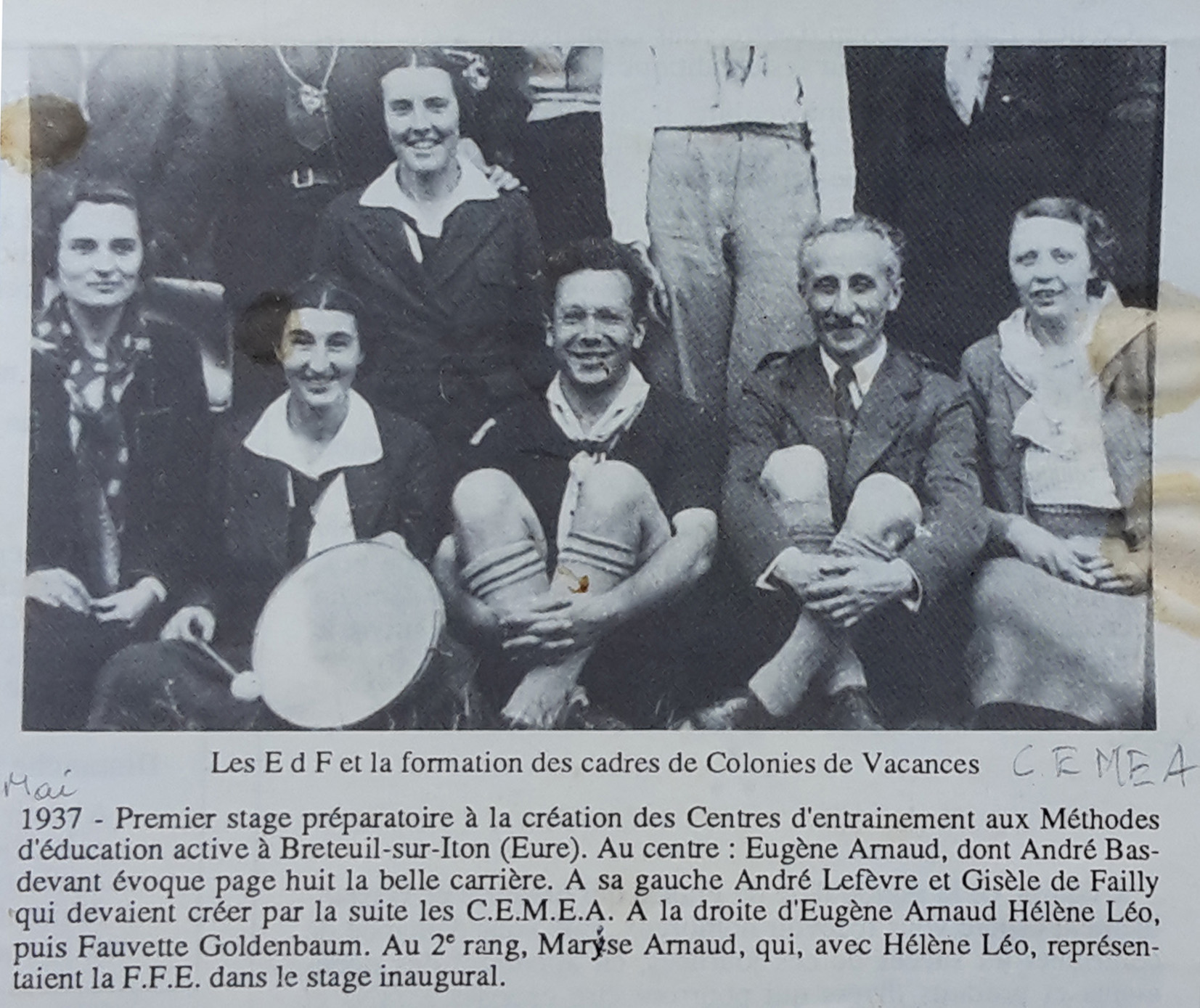
Premier stage préparatoire à la création des CEMEA en mai 1937 à Breteuil-sur-Iton.

En 1920, il crée une première colonie de vacances pour 30 enfants.
Par la suite, différentes organisations sont mises en place : aide financière pour les familles du quartier, caisse de loyer, caisse de vacances. De multiples activités sont proposées avec un terrain de sport et une salle de spectacle. La Maison accueille de nombreux clubs (ciné-club, labo-photo, club de judo, club de danses folkloriques, club d’art dramatique, etc.).
En 1920, y naît une troupe d’éclaireur, puis une meute de louveteaux, qui adhèrent en 1922 aux Éclaireurs de France.

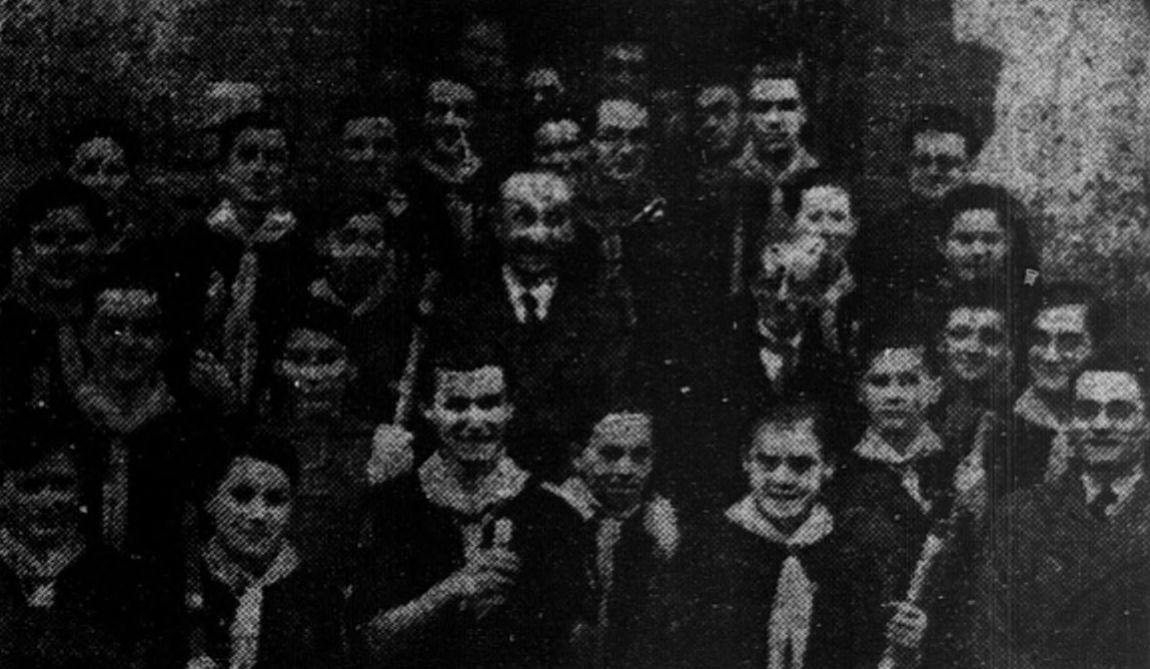
Les Éclaireurs de France de Rennes entourant André Lefèvre, commissaire national lors d’une visite à Rennes en 1937

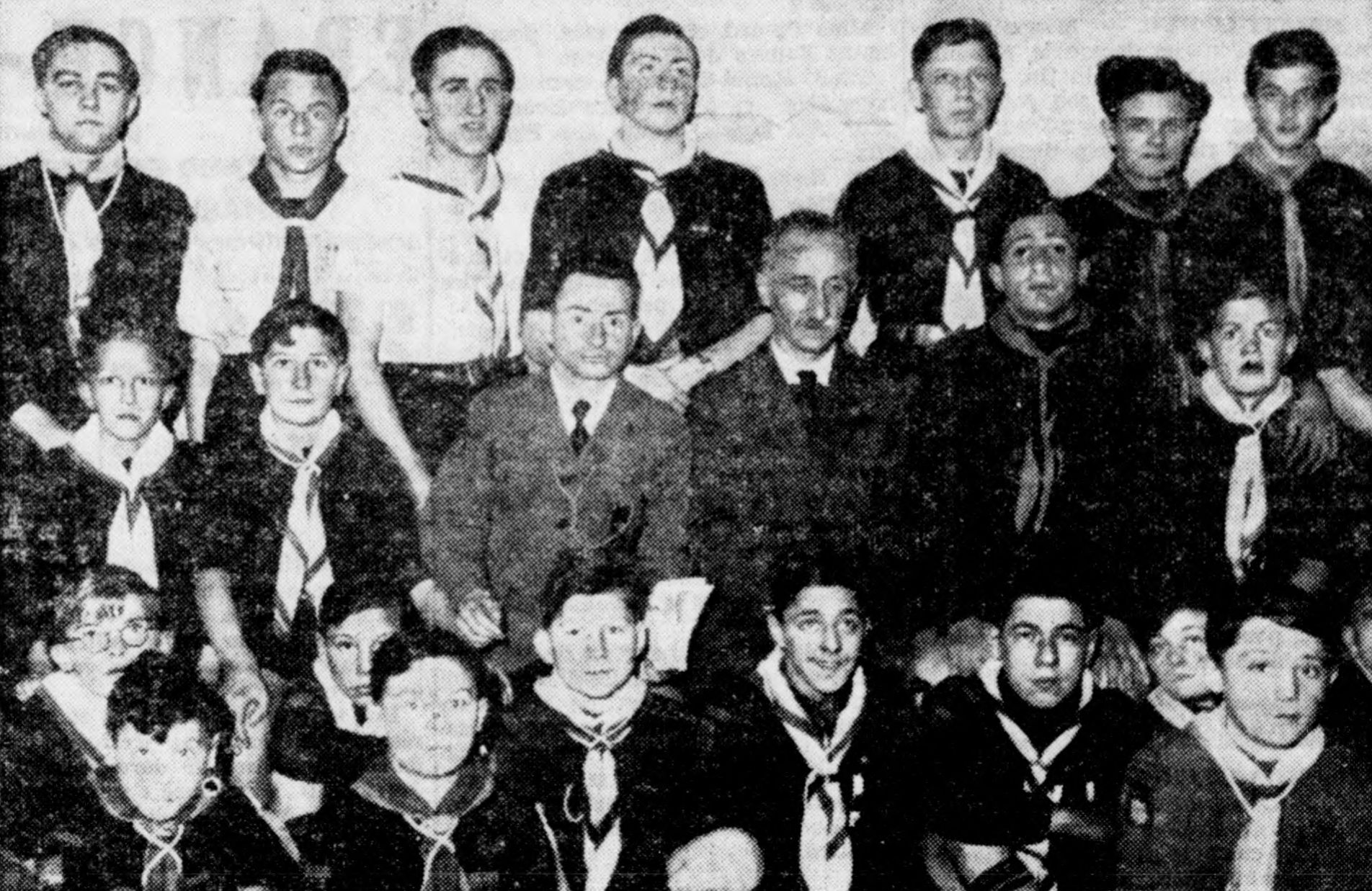
Groupe des Éclaireurs de France de Dijon, en 1939, entourant leur chef local, à gauche et à droite leur commissaire national André Lefèvre

### Le scoutisme
Engagé dans le scoutisme, il modèle le scoutisme neutre. Il prend la direction des Éclaireurs de France qu’il dirige de 1922 à sa mort. Il est nommé dans le contexte difficile de la création des Scouts de France quelques mois plus tôt, et donc du départ de nombreux catholiques. André Lefèvre se lance dans le scoutisme en adoptant comme nom : "Vieux Castor". 
Son engagement lui vaut, au début des années 1930, à l’occasion du vingtième anniversaire des Éclaireurs, d’être élevé au grade de chevalier de la légion d’honneur dans la promotion du sous-secrétaire d’État à l’éducation physique,. 
En 1935, Vieux Castor propose à Eugène Arnaud de devenir commissaire national adjoint des Éclaireurs de France et de s'installer à Paris, à la Maison pour Tous avec Marthe Levasseur, Bagué bouteille.
Il ne cesse de promouvoir la diffusion du scoutisme. En 1938, il déclare lors du congrès national : « Nous étudierons à Vizille [lieu du congrès de 1938] les moyens de conquérir la France. Il ne faut voir dans ces mots ni boutade, ni enfantillage. Le scoutisme apporte un esprit auquel on rend de plus en plus hommage. Nous avons bien le droit d'ambitionner que partout naissent des groupes d'Éclaireurs de France. ». 
En 1930, il réalise une tournée en Algérie. Il déclare lors du départ d’environ 2 000 scouts : « Le principal but de cette manifestation, coïncidant avec la célébration du centenaire de l'Algérie, est de développer chez nos garçons cet esprit colonial qui est la base même du scoutisme, comme le disait récemment le maréchal Lyautey qui est, vous le savez, notre président d'honneur. Rien ne s'approche davantage du scoutisme que cet esprit d'aventure, d'initiative, de chevalerie et de générosité... ».  
En 1935, de retour d’Australie, il fait escale en Indochine pour inspecter les groupements existants et en créer de nouveaux. Il met en place un camp d’entraînement pour soixante chefs scouts de toute l’Indochine française. Il rencontre l’empereur Bao Daï, ancien éclaireur. 
Il participe au 5e Jamboree mondial à Vogelenzang aux Pays-Bas en 1937, en tant que responsable de la délégation française, comprenant les Scouts de France, les Éclaireurs Unionistes et ses propres Éclaireurs de France. Il portait un brassard sur lequel les insignes des trois associations étaient brodés. Il a été récipiendaire du loup d’argent. 
Il cosigne en juillet 1940 une adresse au Maréchal Pétain exprimant la confiance de la jeunesse française. Il participe à la création des Maisons de Jeunes financées par le gouvernement de Vichy. 
Dans cette tâche, le maréchal Pétain fait dans un premier temps confiance aux progressistes. André Lefèvre crée une école de cadre au château de Chamarge, à Die. 
André Lefèvre meurt peu de temps avant le Jamboree mondial de 1947. Il a été dit que le dirigeant communiste indochinois Ho Chi Minh voulait le rencontrer quand il était à Paris pour les accords de Sainteny[réf. nécessaire]. Ils s’étaient rencontrés quand Ho Chi Minh était à Paris dans les années 1920 à la Maison pour Tous. 

### Vie privée
André Lefèvre est catholique, tertiaire de saint-François,.

## Autres activités
Il fut le trésorier de la Maison pour Tous dont il fut le représentant comme membre du conseil de la Fédération des centres sociaux de France. Il y réside.
Il participe en 1937 aux Centre d’entraînement pour la formation du personnel des colonies de Vacances et des maisons de campagnes des écoliers.
Il crée enfin les Centres d’entrainement aux méthodes pédagogiques actives pour le premier degré d’enseignement (CEMEA).
Il est nommé en 1939 membre du comité consultatif des œuvres sociales de la marine.

## Principes idéologiques
L’idéologie de la Maison pour Tous est étrangère à la lutte des classes et s’apparente à l’économie sociale de Le Play. Elle privilégie la construction d’individus. L’idéologie du Sillon perdure de manière diffuse.
Il précise en 1935 sa définition du scoutisme : « Notre but est d'éduquer la génération future pour en faire des citoyens utiles, ayant un point de vue plus vaste que jadis, et, par là même, de développer la bonne volonté et la paix dans le monde par le moyen de la camaraderie et de la coopération, à la place de cette rivalité qui prévaut dans les classes, les religions et les pays, et qui produit tant de guerre et de ressentiments. ».
André Lefèvre se préoccupa de recruter parmi les instituteurs en diffusant son idéal pédagogique. Il rallie pour y parvenir d’éminents universitaires comme Albert Châtelet, Gustave Monod ou Louis François. Il engage les Éclaireurs dans un mouvement d’amélioration continue qui va lui permettre de se perfectionner et d’influencer différents secteurs de la pédagogie en France. C’est le cas notamment dans l’enseignement public via les Centre d’entraînement aux méthodes d’éducation active.
« Quatre aspects peuvent être mis en avant : le recours aux votes des jeunes pour leur apprentissage de la démocratie ; l'offre d'activités adaptées aux infirmes physiques et mentaux (scoutisme d'extension) ; la transformation des "équipes de routiers", de 16 à 20 ans [...] en "clubs de jeunes" de 16 à 23 ans, radicalement distincts de leurs cadets, fervents des techniques de plein air et des "grandes entreprises" (escalade, spéléologie, kayak, scaphandre, sports aériens, etc.), mais ouverts aussi à l'activité culturelle, sociale et civique ; enfin, malgré des oppositions nées jusqu'au cœur du Bureau international du scoutisme [...], la pratique prudente de la mixité garçons-filles pour les plus jeunes et pour les plus âgés porteurs, de l'arc tendu, insigne de l'association ».
Influencé par le Sillon, chez lui, « le champ de la réforme sociale se construit par l’acculturation des méthodes éducatives ».

## Articles écrit par André Lefèvre
- André Lefevre, « Les moniteurs et la direction de la colonie », La colonie de vacances éducative,‎ 1942, p. 25-39 (lire en ligne)
- Éditoriaux du journal Le Chef[2]
- Éditoriaux du journal L’Éclaireur de France[2]

## Ouvrages réalisés par Vieux Castor

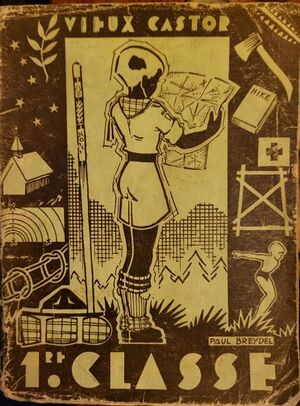
Badge de 20 p

- Badge de IIème classe 1re Classe par Vieux Castor, 1938, 2
- Badge de Ière classe édition EDITIONS SCOUTES 1938 Louvain.

Table des matières : Natation 1, Ambulance 15, Signalisation 45, Camp, Cuisine 51, Lecture de la carte, Orientation, Croquis 92, Voyage et rapport 139, Observation 146, Liaison 164, Activité manuelle 170, Connaissance de la nature 198.
- Carnet du CP (Fiches et renseignements)
- Carnet du SM (Fiches et renseignements)
- Signalisation par fanions
- Badge de guide
- Manuel scout des arbres
- Allons au camp !
- Grands Jeux (Trad. de Wide Games de Gilcraft)
- Badge de Tenderfoot édition Au Lasso EDITIONS SCOUTES 1938, 113 p.